# 上冶水库
上冶水库是中国山东省临沂市费县境内的一座水库，位于沂河浚河支流上冶河上，建于1960年。水库正常库容为1433万立方米，平均水深为5.54米，集雨面积为77平方千米，海拔为138.8米。